# Зелёный Гай (Вольнянский район)
Зелёный Гай (укр. Зелений Гай) — село,
Антоновский сельский совет,
Вольнянский район,
Запорожская область,
Украина.
Код КОАТУУ — 2321580503. Население по переписи 2001 года составляло 102 человека.

## Географическое положение
Село Зелёный Гай находится в 2-х км от села Владимировка.
По селу протекает пересыхающий ручей с запрудой.
Рядом проходит автомобильная дорога Н-15.

## История
- 1921 год — дата основания.